# Melianthus
Genre
Classification APG III (2009)
Melianthus est un genre de plantes dicotylédones.

## Liste d'espèces
Selon NCBI (19 Jan 2011) :
- Melianthus comosus
- Melianthus dregeanus
- Melianthus elongatus
- Melianthus gariepinus
- Melianthus insignis
- Melianthus major
- Melianthus pectinatus
- Melianthus villosus